# Antoine Wes Lewis-Hall
Antoine Wes Lewis-Hall (plus connu sous son pseudonyme Wes), né le 5 mai 1984 à New York, est un joueur professionnel de jeux vidéos américain sur le jeu Super Smash Bros. Il concoure en Super Smash Bros. Melee, Super Smash Bros. Brawl, Super Smash Bros. for Wii U, Super Smash Bros. Ultimate et Project M. Il est considéré comme l'une des premières figures majeures de Melee et l'un des meilleurs joueurs de New York. Wes a toujours occupé des postes élevés dans les tournois. Il fait partie de l'équipe d'esports Deadly Alliance depuis 2002. Il est également l'un des fondateurs de l'équipe. Une liste de 2021 compilée par PGstats a classé Wes comme le 57e plus grand joueur de Melee de tous les temps. Il est également streamer et possède une chaîne Twitch active qui compte plus de 2 000 abonnés.

## Carrière

### Début de carrière professionnelle
L'intérêt de Wes pour la compétition de jeux vidéo a commencé à un âge précoce. Au départ, il a concouru avec des amis et des membres de sa famille, puis il a commencé à s'intéresser à des tournois plus sérieux . Wes a principalement participé à des tournois Super Smash Bros. en utilisant le personnage de Samus et était souvent appelé le "père du jeu compétitif de Samus".
En 2003, il a participé à son premier tournoi majeur, dans le cadre de la série Tournament Go (TG), l'une des premières grandes séries de tournois de Melee. Dans ce cinquième volet de la série de tournois organisé à San José, en Californie, Wes s'est classé 5e du tournoi en simple (1 contre 1) et 2e du tournoi en double (2 contre 2) avec son partenaire Hein . Le prochain tournoi notable auquel Wes a participé était le DC Super Smash, mieux connu sous le nom de DCSS, qui a eu lieu le 20 septembre 2003 à Clinton, Maryland. Il a pris la 2e place avec Samus. Selon les 100 meilleurs joueurs de Super Smash Bros. Melee pour 2001-2003, Wes était le 8e meilleur joueur de Melee de cette époque.
L'année suivante, il figurait également dans le tableau 2004 des meilleurs joueurs de mêlée, se classant 7e. 2004 a vu des classements élevés dans plusieurs tournois majeurs, dont la 1re place au tournoi de double et la 2e place au tournoi de simple de la MLG Boston 2004, la 1re place au tournoi de double à Gettin' Schooled et la 2e place avec son partenaire Azen au tournoi de double à MLG New York 2004. En 2005, Wes, avec Mike G, a participé au plus grand tournoi de Melle de cette année-là, MELEE-FC3, et s'est classé 3e.
Wes et son partenaire PC Chris se sont classés 2e au MLG New York Opener 2006. Le tournoi était également connu sous le nom de MLG Meadowlands 2006 et était le premier événement organisé par la Major League Gaming sur leur circuit 2006.
Au Zénith 2007, il a pris la 2e place et a réussi à s'imposer dans le tournoi de double.

### Project M, Super Smash Bros. for Wii U, Super Smash Bros. Ultimate
En 2014, Wes a participé à son premier tournoi de jeu pour Project M, une modification du gameplay,, de Super Smash Bros. Brawl. Le tournoi a eu lieu le 15 mars et a réuni 39 joueurs. 
Il a commencé à concourir dans Super Smash Bros. for Wii U en 2015, environ un an après la sortie du jeu. Sa première apparition dans un tournoi majeur était à Collision XI, en janvier de cette année. En 2015, il s'est classé parmi les trois meilleurs joueurs de double des tournois Nebulous Prime #10, Nebulous Prime #11, Nebulous Prime #15, Nebulous Prime #16 et a remporté le Nebulous Prime #9. L'année suivante, Wes, avec son partenaire DireOnFire, a réussi à remporter le tournoi Nebulous Prime #36.
Le 31 mars 2018, il a remporté le tournoi Nebulous Melee 119 avec un score de 10-1, perdant seulement à 2can.
En décembre 2018, Super Smash Bros. Ultimate est sorti et le 27 mars 2019, Wes a participé à son premier tournoi de jeu Ultimate appelé Xeno 154. Au cours de sa carrière de joueur, Wes a également participé à divers autres tournois importants tels que Evolution Championship Series, Apex, Super Smash Con et bien d'autres.

### Deadly Alliance
En 2002, Wes a formé un groupe Super Smash Bros. appelé Deadly Alliance. Le nombre de membres du groupe a progressivement augmenté et au fil du temps, le groupe est devenu l'une des meilleures équipes jamais créées dans la communauté Smash Brothers. En 2005, Wes et son équipe Deadly Alliance ont commencé à coopérer avec l'équipe eSports Empire Arcadia. Ensemble, ils ont créé une division Super Smash Bros. pour participer à tous les tournois Smash Bros.
L'équipe Deadly Alliance était considérée comme la première équipe professionnelle et le meilleur équipage de Super Smash Bros. aux États-Unis,. Le nom de l'équipe vient du jeu vidéo de combat de 2002 Mortal Kombat: Deadly Alliance. De nombreux joueurs notables ont été membres de l'équipe DA à plusieurs reprises, notamment Mew2King, Armada, PC Chris, Jtails et DKwill. Ils ont remporté des MLG et d'autres grandes compétitions qui ont finalement été documentées et certifiées par Guinness World Record,,,. En plus d'être fondateur et membre de l'équipe, Wes occupe actuellement le poste de directeur général de Deadly Alliance.

## Style de jeu
Wes a principalement participé à des tournois Super Smash Bros. en utilisant le personnage Samus, un personnage fictif et le protagoniste jouable de la série de jeux vidéo Metroid,, et le personnage Sonic, le hérisson anthropomorphe bleu de la série de jeux vidéo Sonic the Hedgehog,. Il a également utilisé Charizard comme personnage secondaire.

## Vie personnelle
Wes vit actuellement à New York. Dans une interview accordée à Nintendo Life, il a déclaré que la différence entre l'eSport et les sports traditionnels est "que vous pouvez apprendre et pratiquer chez vous n'importe où et n'importe quand dans l'eSport, alors que dans le sport ce n'est pas le cas".
Wes a été interviewé pour la série documentaire 2013 The Smash Brothers, apparaissant dans plusieurs épisodes. Il a longuement couvert les origines des rivalités d'équipage dans le premier épisode et a donné son avis sur certaines questions controversées qui avaient surgi au sein de la communauté pendant son temps avec le jeu. Plusieurs clips de gameplay de lui ont également été montrés, principalement dans les deux batailles d'équipage de la côte ouest contre la côte est qui ont été présentées,,,,.
Wes et plusieurs membres de Deadly Alliance ont créé S.O.S. Gamers, une organisation à but non lucratif, dédiée à aider les enfants à devenir meilleurs grâce aux jeux vidéo.

## Classement du tournoi

### Super Smash Bros. Melee
| Tournoi                        | Date                 | Placement 1 contre 1 | Placement 2 contre 2 | Partenaire  |
| ------------------------------ | -------------------- | -------------------- | -------------------- | ----------- |
| Tournament Go 5                | 2-3 août 2003        | 5e                   | 2e                   | Hein        |
| DCSS #2                        | 20 septembre 2003    | 2e                   | —                    | —           |
| Game Over                      | 10 janvier 2004      | 5e                   | 9e                   | HellFox     |
| MELEE-FC1                      | 9-11 juillet 2004    | 4e                   | 9e                   | Snap Pop    |
| Tournament Go 6                | 21-22 août 2004      | 7e                   | 2e                   | Azen        |
| MLG Boston 2004                | 9-10 octobre 2004    | 2e                   | 1er                  | Azen        |
| Gettin' Schooled               | 14 octobre 2004      | 7e                   | 1er                  | Azen        |
| MLG New York 2004              | 24 octobre 2004      | 5e                   | 2e                   | Azen        |
| MLG DC 2005                    | 29-30 janvier 2005   | 7e                   | 4e                   | Dave        |
| Gettin' Schooled 2             | 25-26 juin 2005      | 5e                   | 5e                   | Azen        |
| MELEE-FC3                      | 10-12 juillet 2005   | 17e                  | 3e                   | Mike G      |
| BOMB 4                         | 12 novembre 2005     | 17e                  | 4e                   | Mike G      |
| MLG Atlanta 2005               | 26-27 novembre 2005  | 12e                  | 4e                   | Mow         |
| MLG Chicago 2005               | 16-18 décembre 2005  | 25e                  | —                    | —           |
| CyberHub Gaming Center Lock-In | 25 mars 2006         | 2e                   | —                    | —           |
| MLG New York Opener 2006       | 21-23 avril 2006     | 17e                  | 2e                   | PC Chris    |
| MLG New York Playoffs 2006     | 13-14 octobre 2006   | —                    | 5e                   | PC Chris    |
| MLG Las Vegas 2006             | 18-19 novembre 2006  | —                    | 7e                   | PC Chris    |
| Cataclysm 3                    | 3-4 mars 2007        | 49e                  | 7e                   | DireVulcan  |
| EVO East                       | 1er juillet 2007     | 13e                  | —                    | —           |
| Zenith July 2007               | 1er juillet 2007     | 2e                   | 1er                  | PC Chris    |
| Zenith 2007                    | 29 septembre 2007    | 3e                   | —                    | —           |
| Apex 2012                      | 6-8 janvier 2012     | 129e                 | 49e                  | Chain Ace   |
| KTAR 8                         | 28 décembre 2013     | 5e                   | —                    | —           |
| Apex 2014                      | 17-19 janvier 2014   | 65th                 | —                    | —           |
| Collision 9                    | 15 mars 2014         | 5e                   | —                    | —           |
| KTAR 9                         | 22 mars 2014         | 7e                   | —                    | —           |
| Smash Brothers University 2.5  | 12-13 avril 2014     | 9e                   | —                    | —           |
| SKTAR 3                        | 30 mai-1er juin 2014 | 129e                 | —                    | —           |
| Apollo X                       | 14 octobre 2017      | 9e                   | —                    | —           |
| Nebs After Dark 92             | 21 novembre 2017     | 4e                   | —                    | —           |
| Apollo XI                      | 2 décembre 2017      | 17e                  | —                    | —           |
| Nebulous Melee 118             | 24 mars 2018         | 5e                   | —                    | —           |
| Nebulous Melee 119             | 31 mars 2018         | 1er                  | —                    | —           |
| Maybulous                      | 10 avril 2018        | 9e                   | —                    | —           |
| EagleCON 2018                  | 14 avril 2018        | 9e                   | —                    | —           |
| Nebulous Melee: the finale     | 21 avril 2018        | 5e                   | —                    | —           |
| Smashed Out Melee V 2.15       | 23 avril 2018        | 4e                   | —                    | —           |
| Nebs After Dark: the finale    | 24 avril 2018        | 17e                  | 4e                   | CaptainJack |
| Pound Underground              | 12-13 mai 2018       | 65e                  | —                    | —           |
| Apollo XIV                     | 29 juillet 2018      | 13e                  | —                    | —           |
| Super Smash Con 2018           | 9-12 août 2018       | 193e                 | —                    | —           |
| NYXL Pop-Up!                   | 22 décembre 2018     | 33e                  | —                    | —           |

### Project M
| Tournoi                       | Date             | Placement 1 contre 1 | Placement 2 contre 2 | Partenaire |
| ----------------------------- | ---------------- | -------------------- | -------------------- | ---------- |
| Collision 9                   | 15 mars 2014     | 5e                   | —                    | —          |
| Smash Brothers University 2.5 | 12-13 avril 2014 | —                    | 4e                   | DireOnFire |
| Zenith 2014                   | 2-3 août 2014    | 17e                  | 7e                   | Jtails     |

### Super Smash Bros. for Wii U
| Tournoi            | Date                        | Placement 1 contre 1 | Placement 2 contre 2 | Partenaire |
| ------------------ | --------------------------- | -------------------- | -------------------- | ---------- |
| Collision XI       | 3 janvier 2015              | 25e                  | 9e                   | Jtails     |
| Apex 2015          | 30 janvier-1er février 2015 | 193e                 | —                    | —          |
| Smash Attack 5     | 15 mars 2015                | 9e                   | —                    | —          |
| Smash Attack 8     | 7 juin 2015                 | 17e                  | —                    | —          |
| Smash Attack 9     | 21 juin 2015                | 17e                  | —                    | —          |
| KTAR XIII          | 11 juillet 2015             | 13e                  | —                    | —          |
| POPnOFF 11         | 1er août 2015               | 5e                   | —                    | —          |
| SKTAR 4            | 22-23 août 2015             | 33e                  | —                    | —          |
| Nebulous Prime #3  | 30 août 2015                | 17e                  | —                    | —          |
| Nebulous Prime #4  | 6 septembre 2015            | 9e                   | —                    | —          |
| Nebulous Prime #6  | 20 septembre 2015           | 7e                   | —                    | —          |
| Nebulous Prime #7  | 27 septembre 2015           | 17e                  | 5e                   | Jtails     |
| Nebulous Prime #9  | 11 octobre 2015             | 7e                   | 1er                  | DireOnFire |
| Nebulous Prime #10 | 18 octobre 2015             | 9e                   | 3e                   | DireOnFire |
| Nebulous Prime #11 | 25 octobre 2015             | 5e                   | 2e                   | DireOnFire |
| Nebulous Prime #15 | 22 novembre 2015            | 9e                   | 2e                   | DireOnFire |
| Nebulous Prime #16 | 29 novembre 2015            | 7e                   | 3e                   | DireOnFire |
| XenoThree          | 19 mars 2016                | 17e                  | —                    | —          |
| Nebulous Prime #36 | 17 avril 2016               | —                    | 1er                  | DireOnFire |
| KTAR XVIII         | 11 juin 2016                | 25e                  | 17e                  | DireOnFire |
| Nebulous Prime #48 | 10 juillet 2016             | 13e                  | —                    | —          |
| XenoEighteen       | 13 juillet 2016             | 13e                  | —                    | —          |

### Super Smash Bros. Ultimate
| Tournoi                  | Date            | Placement 1 contre 1 | Placement 2 contre 2 | Partenaire        |
| ------------------------ | --------------- | -------------------- | -------------------- | ----------------- |
| Xeno 154                 | 27 mars 2019    | 17e                  | —                    | —                 |
| Bum's Birthday Bash 2019 | 30-31 mars 2019 | 25e                  | 9e                   | Uncle Phillybilly |

## Remarques
1. ↑  par nombre de victoires